# CROSSING LOUNGE
『VOLVO CROSSING LOUNGE』（ボルボ クロッシングラウンジ）は、2019年10月4日から2021年12月24日までJ-WAVEで放送されていたラジオ番組である。ボルボの一社提供。

## 概要
アン ミカが様々なジャンルのプロフェッショナルをゲストに迎え、大人の良質なクロストークを繰り広げることをコンセプトにした深夜のトーク番組。毎週金曜 23:30 - 土曜 0:00（日本標準時）に放送。
番組ハッシュタグは「#CL813」。